# Saint-Thibaud-de-Couz
Pour l’article ayant un titre homophone, voir Saint-Thibault.
Saint-Thibaud-de-Couz est une commune française située dans le département de la Savoie, en région Auvergne-Rhône-Alpes.

## Géographie

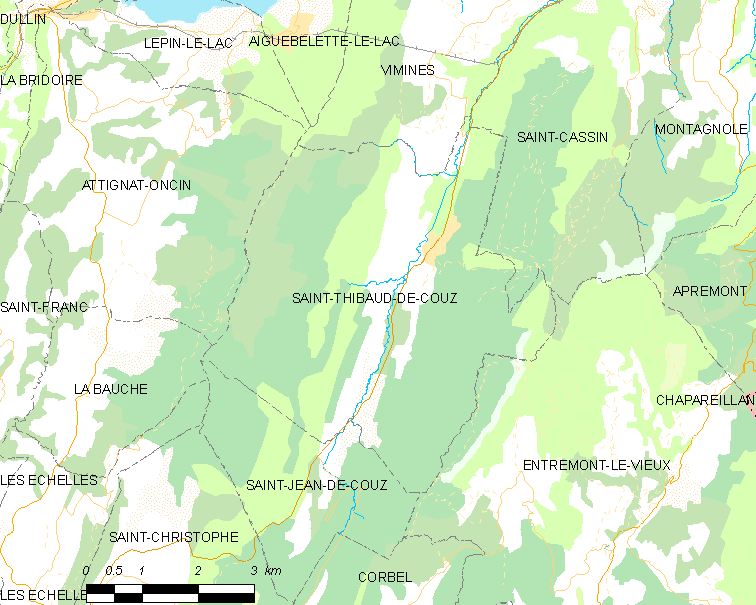
Plan du territoire de Saint-Thibaud-de-Couz et les communes limitrophes.

### Situation
Le village de Saint-Thibaud-de-Couz est situé dans le val de Couz qui correspond à la moyenne vallée de l'Hyères. Les montagnes environnantes sont le mont Grêle (1 425 m) au nord-ouest, le mont Beauvoir (1 320 m) au sud-ouest et le mont Outheran (1 676 m) au sud-est.
Saint-Thibaud-de-Couz se situe à 14 km de Saint-Christophe-sur-Guiers et Les Échelles au sud et à 10 km de Chambéry au nord, par la route départementale 1006. Par la même route, on rejoint le col de Couz situé au sud à 5 km environ.
La commune est comprise dans la communauté de communes Cœur de Chartreuse.

### Communes limitrophes
| Attignat-Oncin | Vimines                               | Saint-Cassin       |
| Attignat-Oncin | Saint-Thibaud-de-Couz                 | Saint-Cassin       |
| La Bauche      | Saint-Jean-de-Couz Entremont-le-Vieux | Saint-Jean-de-Couz |

### Climat
Malgré la présence d'un environnement montagneux, le climat n’est pas trop rigoureux car le secteur du sud-ouest de la Savoie reste fortement influencée par des climats de types océaniques. Cependant, Le territoire de Saint-Thibaud-de-Couz étant située à proximité du premier contrefort occidental du massif de la Chartreuse, un des premiers massifs préalpins que rencontrent les perturbations atlantiques, la pluviométrie y est donc marquée.

#### Températures des minimales et maximales enregistrées sur trois ans
- 2012

| Mois                              | jan. | fév. | mars | avril | mai  | juin | jui. | août | sep. | oct. | nov. | déc. |
| --------------------------------- | ---- | ---- | ---- | ----- | ---- | ---- | ---- | ---- | ---- | ---- | ---- | ---- |
| Température minimale moyenne (°C) | 0,2  | −5   | 2,1  | 7,1   | 9,9  | 13,8 | 14,7 | 14,8 | 11,8 | 8,3  | 4,2  | 0,5  |
| Température maximale moyenne (°C) | 7,1  | 3,5  | 17,1 | 16,6  | 22,2 | 25,7 | 26,7 | 29   | 22,2 | 17,4 | 11,5 | 7,4  |

- 2014

| Mois                              | jan. | fév. | mars | avril | mai  | juin | jui. | août | sep. | oct. | nov. | déc. |
| --------------------------------- | ---- | ---- | ---- | ----- | ---- | ---- | ---- | ---- | ---- | ---- | ---- | ---- |
| Température minimale moyenne (°C) | 0,9  | 2,1  | 2,6  | 7,1   | 8,9  | 13,1 | 14,8 | 13,6 | 12,4 | 9,3  | 5,3  | 1,5  |
| Température maximale moyenne (°C) | 8,5  | 10,4 | 15,1 | 18,7  | 20,2 | 27,1 | 24,5 | 24,5 | 23,6 | 20,3 | 13,4 | 7,5  |

- 2016

| Mois                              | jan. | fév. | mars | avril | mai  | juin | jui. | août | sep. | oct. | nov. | déc. |
| --------------------------------- | ---- | ---- | ---- | ----- | ---- | ---- | ---- | ---- | ---- | ---- | ---- | ---- |
| Température minimale moyenne (°C) | 2,1  | 3,1  | 2    | 5,4   | 9,2  | 14   | 15   | 14   | 13,2 | 6,7  | 3,8  | −3,6 |
| Température maximale moyenne (°C) | 9,2  | 10   | 12,4 | 16    | 19,9 | 24,6 | 28,8 | 28,4 | 26,1 | 16,1 | 11,2 | 6,9  |

### Hydrographie
Le territoire de la commune est traversé par l'Hyères, un affluent de la Leysse.

### Voies de communication

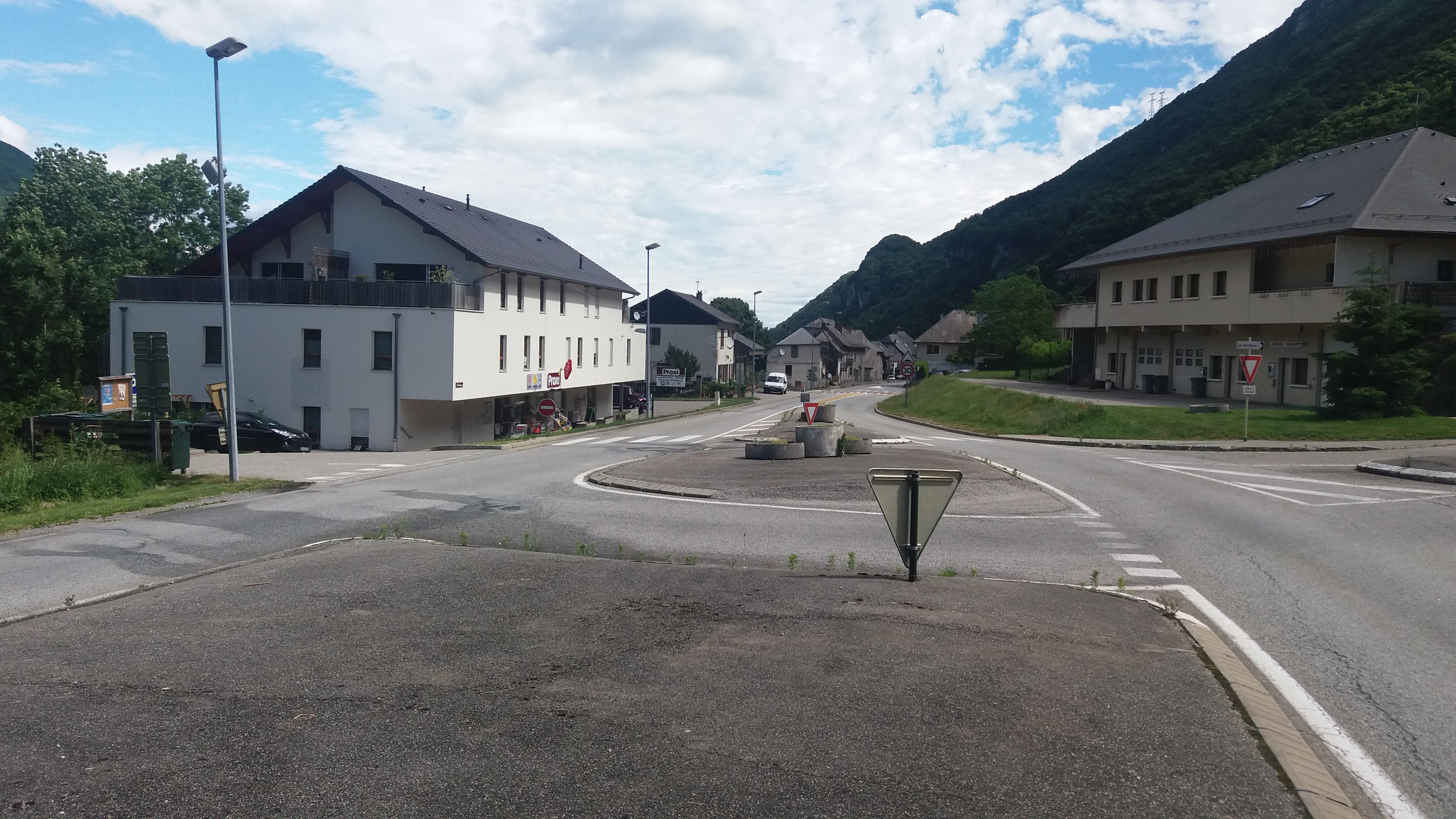
La route principale du village

#### Voies routières
- La RD 1006

L'ancienne route nationale 6, ancienne grande route nationale française, reliant Paris à l'Italie (à la descente du col du Mont-Cenis) via Lyon et la Savoie et qui traverse la commune sur un axe nord / sud, a été déclassée en route départementale sous l'appellation de Route départementale 1006. Son ancien nom durant le Premier Empire fut « Route de Paris à Milan »
Cette route à deux voies permet de relier directement le territoire de la commune aux agglomérations chambérienne, grenobloise et lyonnaise en franchissant notamment le col de Couz qui s'élève à 626 m d'altitude.

#### Voies ferrées
La gare ferroviaire la plus proche est la gare de Chambéry - Challes-les-Eaux, à environ 10 km, celle-ci étant desservie par desservie par des TGV et des trains régionaux du réseau TER Auvergne-Rhône-Alpes.

## Toponymie
Dans les documents médiévaux, Saint-Thibaud-de-Couz est mentionnée sous les formes suivantes  Sanctus Theobaldus, Saint-Thibo(d) de Coho, de Co(z) ou de Cou(z). Au cours de la période d'occupation du duché de Savoie par la France révolutionnaire, la commune porte le nom de Cascade,.
Le toponyme de Saint-Thibaud-de-Couz est formé par le nom du saint patron de la paroisse, Thibaut (Thibaud, Théobald ou Ubald) « légendaire moine breton fondateur de l'hôtellerie monastique locale » ou l'archevêque de Vienne,, et syntagme prépositionnel formé par Couz, qui est une variante du mot « col » (du latin collum), désignant un « passage de montagne ». Il s'agit du col de Couz. Le toponyme Couz était utilisé pour désigner la vallée de l'Hyère jusqu'au défilé des Grottes.
La plus ancienne mention de la paroisse remonte au cours du XIIe siècle avec Ecclesia Sancti Theobaltdi, dans le Cartulaire de Grenoble. Le décanat de Savoie dépendait de l'évêché de Grenoble. On trouve au XVe siècle la forme S. Theobaldus de Coux (1488). Le nom complet Saint-Thibaud-de-Couz est cité pour la première fois en latin en 1497 dans le cartulaire Sabaudiæ : « Parrochia Sancti Theobaldi de Couz ». On trouve au cours du XIXe siècle également la forme Saint-Thibaud-de-Coux.
En francoprovençal, la commune s'écrit Sin Tibô selon la graphie de Conflans.

## Urbanisme

### Typologie
Au 1er janvier 2024, Saint-Thibaud-de-Couz est catégorisée commune rurale à habitat dispersé, selon la nouvelle grille communale de densité à sept niveaux définie par l'Insee en 2022.
Elle est située hors unité urbaine. Par ailleurs la commune fait partie de l'aire d'attraction de Chambéry, dont elle est une commune de la couronne,. Cette aire, qui regroupe 115 communes, est catégorisée dans les aires de 200 000 à moins de 700 000 habitants,.

### Occupation des sols
L'occupation des sols de la commune, telle qu'elle ressort de la base de données européenne d’occupation biophysique des sols Corine Land Cover (CLC), est marquée par l'importance des forêts et milieux semi-naturels (81,2 % en 2018), en diminution par rapport à 1990 (82,4 %). La répartition détaillée en 2018 est la suivante : 
forêts (79,6 %), prairies (15,4 %), zones agricoles hétérogènes (2,3 %), milieux à végétation arbustive et/ou herbacée (1,2 %), zones urbanisées (1,1 %), espaces ouverts, sans ou avec peu de végétation (0,3 %).
L'IGN met par ailleurs à disposition un outil en ligne permettant de comparer l’évolution dans le temps de l’occupation des sols de la commune (ou de territoires à des échelles différentes). Plusieurs époques sont accessibles sous forme de cartes ou photos aériennes : la carte de Cassini (XVIIIe siècle), la carte d'état-major (1820-1866) et la période actuelle (1950 à aujourd'hui).

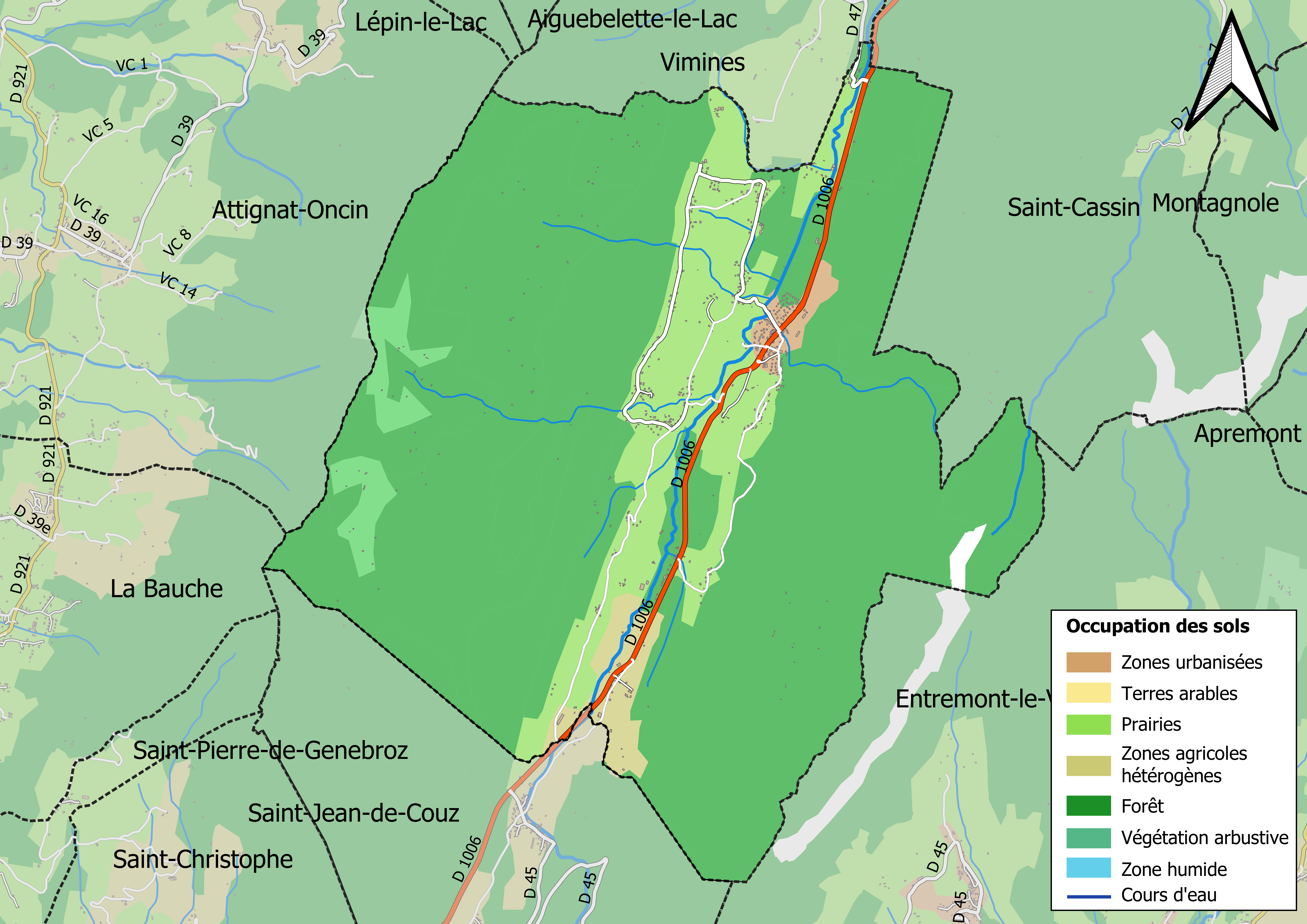
Carte des infrastructures et de l'occupation des sols en 2018 (CLC) de la commune.
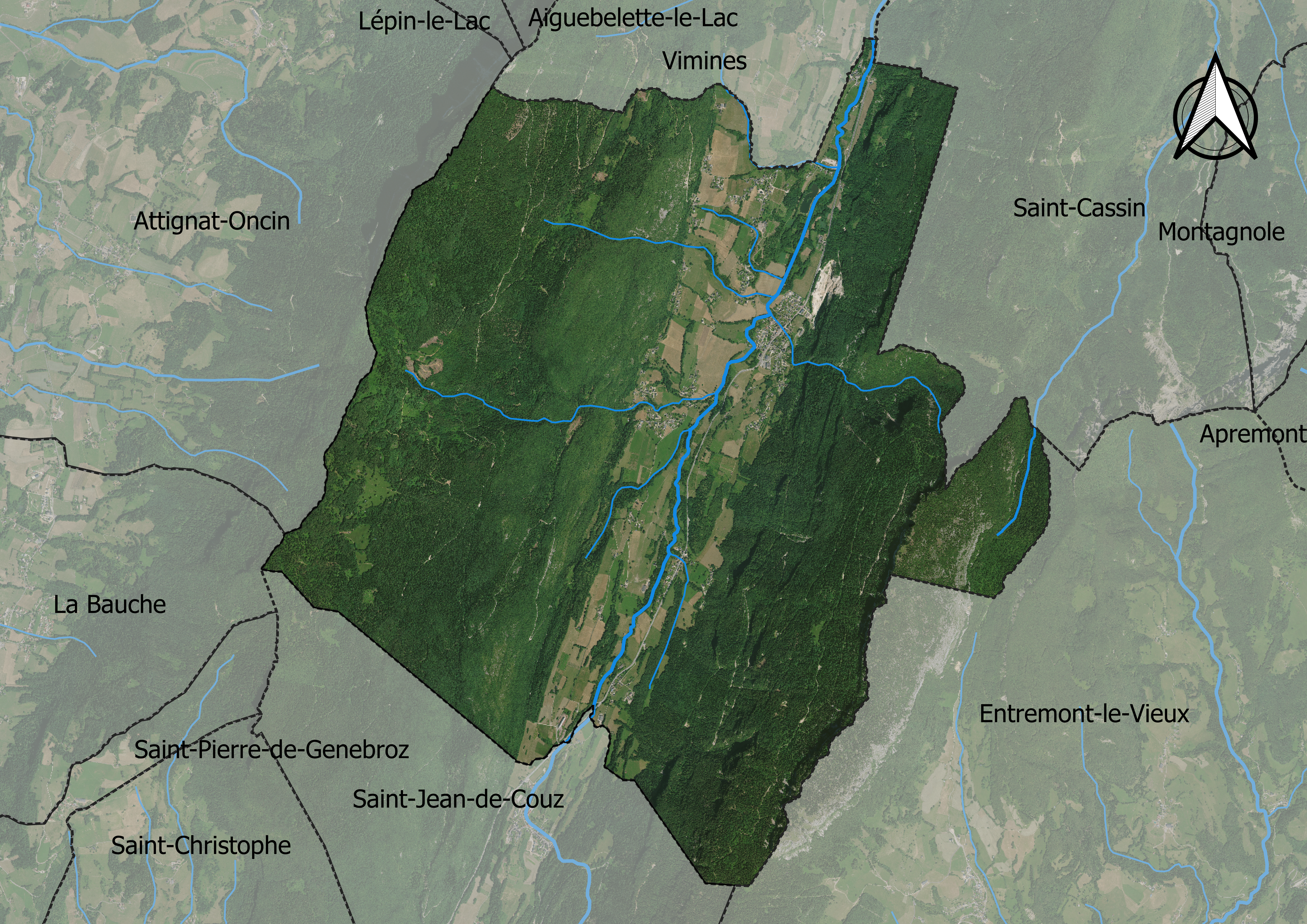
Carte orthophotogrammétrique de la commune.

### Hameaux, lieux-dits et écarts
Les Gros Louis, situé des deux côtés de la RD 1006 en direction des Echelles depuis le chef-lieu, est le plus gros village de la commune après le chef-lieu.

## Histoire

### Préhistoire et Antiquité
Entre 1969 et 1972 fut mise au jour, dans les grottes Jean-Pierre, la plus belle séquence d'occupation de la fin du Paléolithique des Alpes du Nord (du Magdalénien final au Mésolithique, de 14000 à 7500 avant J.-C.). Les couches étagées sur trois mètres d'épaisseur contenaient des outils de silex et des pollens qui ont permis de tracer l'évolution culturelle et technique de petits groupes humains venus chasser, en particulier les bouquetins, durant la belle saison, ainsi que les changements climatiques de la fin de la dernière glaciation. Il y fut trouvé le chien domestique le plus ancien de France (7500 ans av. J.-C.),.

### Du Moyen-Âge au Temps modernes
Après l'aménagement du défilé des grottes par Charles-Emmanuel II en 1670, la traversée des marais de Saint-Thibaud-de-Couz situés dans la plaine était encore un véritable problème. De nombreux voyageurs se plaignirent auprès des autorités ; il y eut même, dit-on, trois personnes embourbées avec leur calèche en 1684. Il fallut l'assèchement des marécages sous Napoléon pour pouvoir emprunter la route marécageuse Chambéry-Lyon sans trop de difficultés[réf. nécessaire].

### L'époque contemporaine
La commune fut rattachée à la communauté de communes du Mont Beauvoir de 2005 à 2013. Depuis 2014, la commune est rattachée à la communauté de communes Cœur de Chartreuse. Depuis 2015, la commune est rattachée au canton du Pont-de-Beauvoisin. En 2022, la population de Saint-Thibaud-de-Couz était composée de 1097 habitants.

## Politique et administration

### Liste des maires
| Période                                  | Période   | Identité       | Étiquette | Qualité |
| ---------------------------------------- | --------- | -------------- | --------- | ------- |
| mars 2001                                | mars 2008 | Marc Quidoz    | ...       | ...     |
| mars 2008                                | En cours  | Denis Blanquet | ...       | ...     |
| Les données manquantes sont à compléter. |           |                |           |         |

## Population et société

### Gentilé
Ses habitants sont les Coudanes et les Coudans.

### Démographie
L'évolution du nombre d'habitants est connue à travers les recensements de la population effectués dans la commune depuis 1793. Pour les communes de moins de 10 000 habitants, une enquête de recensement portant sur toute la population est réalisée tous les cinq ans, les populations de référence des années intermédiaires étant quant à elles estimées par interpolation ou extrapolation. Pour la commune, le premier recensement exhaustif entrant dans le cadre du nouveau dispositif a été réalisé en 2006.

En 2022, la commune comptait 1 097 habitants, en évolution de +4,88 % par rapport à 2016 (Savoie : +3,63 %, France hors Mayotte : +2,11 %).
| 1793 | 1800 | 1806  | 1822  | 1838  | 1848  | 1858 | 1861 | 1866 |
| ---- | ---- | ----- | ----- | ----- | ----- | ---- | ---- | ---- |
| 851  | 600  | 1 040 | 1 095 | 1 132 | 1 025 | 929  | 907  | 855  |

| 1872 | 1876 | 1881 | 1886 | 1891 | 1896 | 1901 | 1906 | 1911 |
| ---- | ---- | ---- | ---- | ---- | ---- | ---- | ---- | ---- |
| 846  | 885  | 903  | 869  | 829  | 802  | 736  | 706  | 638  |

| 1921 | 1926 | 1931 | 1936 | 1946 | 1954 | 1962 | 1968 | 1975 |
| ---- | ---- | ---- | ---- | ---- | ---- | ---- | ---- | ---- |
| 525  | 495  | 454  | 431  | 417  | 387  | 370  | 326  | 360  |

| 1982 | 1990 | 1999 | 2006 | 2011 | 2016  | 2021  | 2022  | - |
| ---- | ---- | ---- | ---- | ---- | ----- | ----- | ----- | - |
| 502  | 645  | 735  | 866  | 975  | 1 046 | 1 085 | 1 097 | - |

### Manifestations culturelles et festivités
Une fois par an, le premier week-end de juillet (vers la Saint Thibault), se déroule la fête du village.
Un feu d'artifice couronne la fête.
Au printemps, il y a également la Fête du pain. Elle est célébrée à la brasserie du village qui se situe à côté du four à bois dans lequel est cuit le pain.

### Enseignement
Saint-Thibaud-de-Couz est située dans l'académie de Grenoble. Une école élémentaire (primaire et maternelle) existe au sud du chef-lieu.

### Médias

#### Stations de radio
La commune est couverte par des antennes locales de radios dont France Bleu Pays de Savoie, Radio ISA, et Radio Couleur Chartreuse.

#### Chaînes de télévision
Sur TV8 Mont-Blanc, régulièrement, l'émission La Place du village expose la vie locale. France 3 et sa station régionale France 3 Alpes, peuvent parfois relater les faits de vie de la commune.

#### Presse et magazines
La presse écrite locale est représentée par des titres comme Le Dauphiné libéré.

## Économie
La forêt couvre environ les deux tiers du territoire communal. Le commune fait partie de l'aire géographique de production et transformation du « Bois de Chartreuse », la première AOC de la filière Bois en France,.

### Commerces
On trouve plusieurs commerces dans le village : il y a notamment une superette, un coiffeur et une boulangerie.

### Secteur touristique
En 2014, la capacité d'accueil de la commune, estimée par l'organisme Savoie Mont Blanc, est de 46 lits touristiques répartis dans 9 structures.

## Culture locale et patrimoine

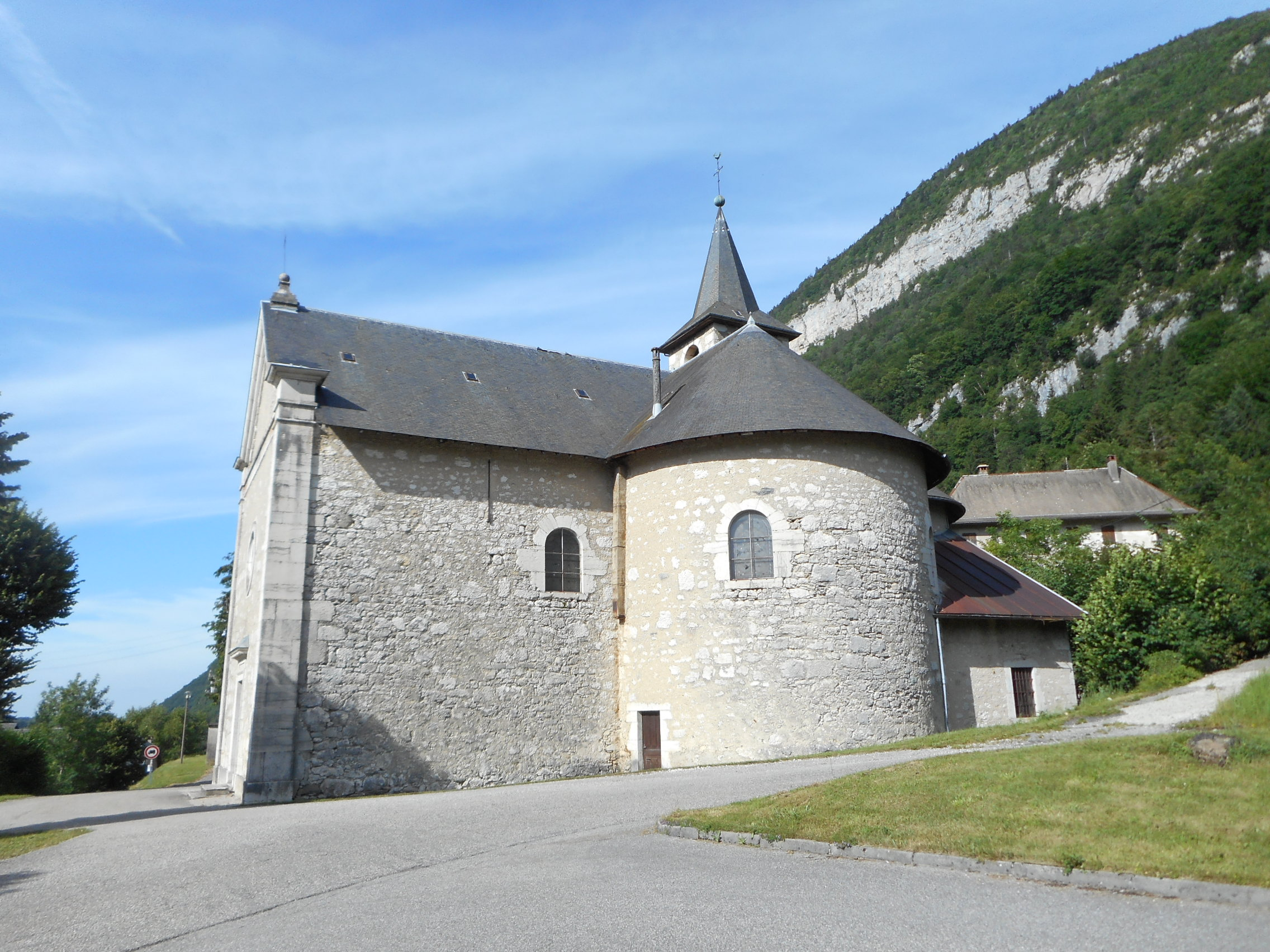
L'église de Saint-Thibaud-de-Couz.

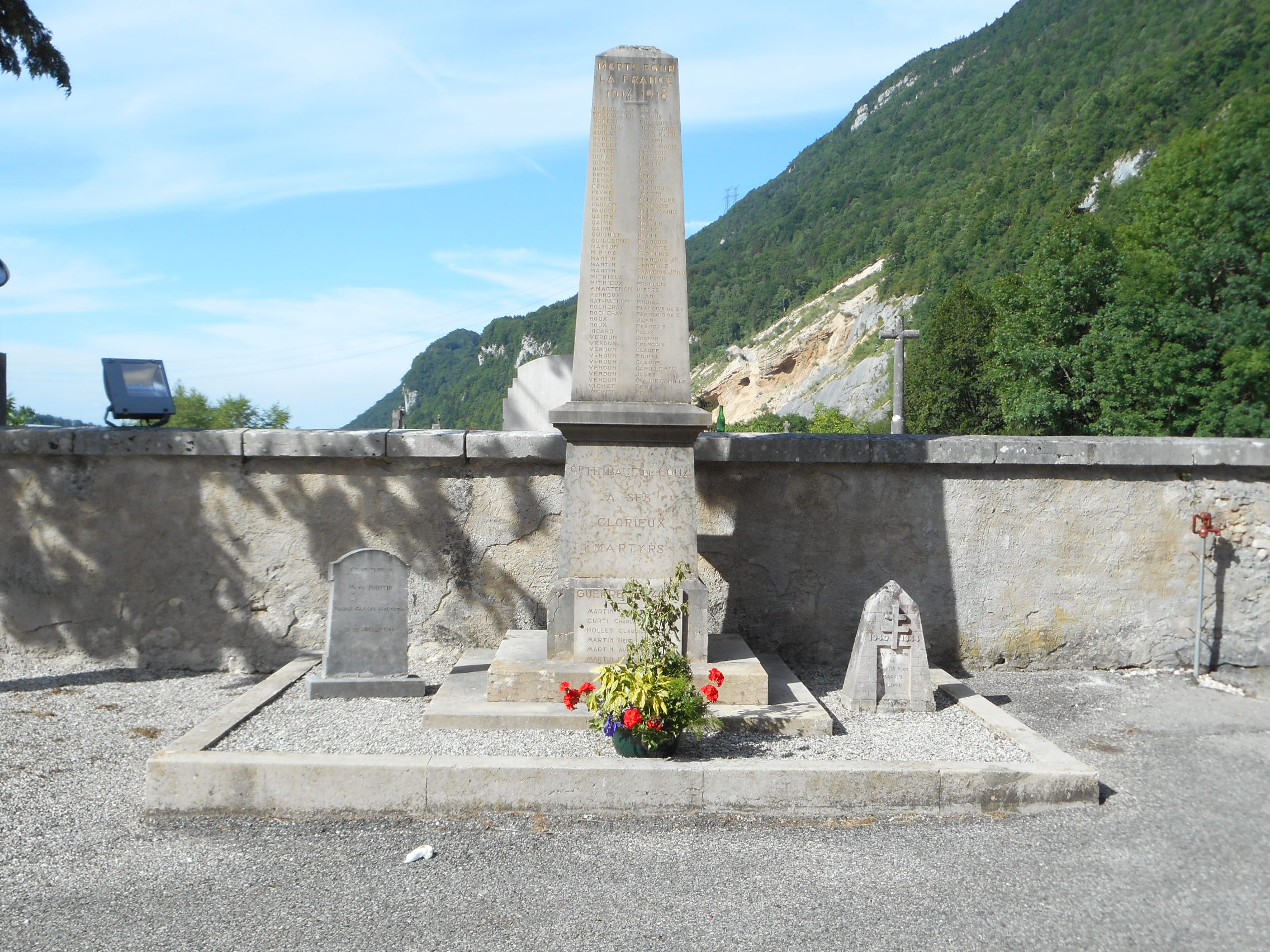
Le monument aux morts.

### Lieux et monuments
- Église de Saint-Thibaud-de-Couz[24].

### Patrimoine naturel
La commune fait partie du parc naturel régional de Chartreuse.

### Personnalités liées à la commune
- Charles-Emmanuel II ;
- Julien Chorier, ultra-trailer français, résident.